# 中野天満神社
中野天満神社（なかのてんまんじんじゃ）は、香川県高松市番町五丁目にある神社。

## 概要
高松市中心部の天神前交差点（通称：八本松）前に位置する。建物は都市型の近代的な3層鉄筋コンクリート造で、1階が駐車場、2階が社務所、3階が拝殿となっている。
戦前までの社地は約2000坪を有する広大なもので、現在の香川県議会議事堂、附属幼稚園高松園舎の敷地にまで及び、境内とその周辺には藩校・講道館や聖廟が位置するなど、高松藩学の中心であった。このため高松市内最古の天満宮である華下天満宮を通称・古天神と呼ぶのに対し、当社を「大天神」と呼ぶ。
当社の東隣りにある天神前は当社が由来となった地名である。

## 歴史
創建年は不明であるが、菅原道真の霊を京都北野天満宮から勧請し、北野の「野」と所在地の香川郡中ノ村（現・高松市中野町付近）の「中」を合わせて中野天神と称し、その後1638年（寛永15年）に生駒高俊が現在地（旧・雑賀城跡）に奉還した。高松藩藩主・松平頼重はこの菅神を厚く信仰し、社殿・社地を大きく広げ、1916年（大正5年）には郷社に列格した。しかし、それらは1945年（昭和20年）7月4日の米軍による無差別絨毯爆撃「高松空襲」によって全焼し、社殿など一切は失われる。その後、社地を縮小した上で有志によって1969年（昭和44年）に再建された。

## 交通アクセス
- JR高徳線栗林公園北口駅：徒歩8分
- ことでんバス八本松バス停：徒歩1分